# Fórmula da redução de LSZ
Em teoria quântica de campos, a fórmula da redução de LSZ é um método para calcular elementos da matriz-S (as amplitudes de espalhamento) das funções de correlação ordenadas no tempo de uma teoria quântica de campos. É um passo da sequência que começa na lagrangeana de alguma teoria quântica de campos, e leva à previsão de quantidades mensuráveis. Seu nome é uma homenagem a três físicos alemães, Harry Lehmann, Kurt Symanzik e Wolfhart Zimmermann.
Embora a fórmula da redução de LSZ não sirva para partículas compostas, partículas sem massa, e sólitons topológicos, ela pode ser generalizada para cobrir partículas compostas, pelo uso de campos compostos que frequentemente são não-locais. Além disso, o método (ou suas variantes) tornou-se igualmente frutífero em outros campos da física teórica. Por exemplo, em física estatística eles podem ser usados para obter uma formulação particularmente geral do teorema da flutuação-dissipação.

## Campos Antecessor e Posterior
Elementos da matriz S são pontos de transições entre estados Antecessor e Posterior. Um estado Antecessor {\displaystyle |\{p\}\ \mathrm {Antecessor} \rangle } descreve o estado de um sistema de partículas que, em um momento no passado, antes de interagir, se movendo livremente com momento definido {\displaystyle \{p\}}, e, convencionalmente, um estado Posterior {\displaystyle |\{p\}\ \mathrm {Posterior} \rangle } descreve o estado de um sistema de partículas que, em um momento posterior, depois de interação, se movendo livremente com momento definido {\displaystyle \{p\}}.
Os estados Antecessor e Posterior são estados numa Representação de Heisenberg , não devemos descrever as partículas em um determinado momento, mas sim um sistema de partículas em evolução, de modo que o elemento da matriz S descrevem :
{\displaystyle S_{fi}=\langle \{q\}\ \mathrm {Posterior} |\{p\}\ \mathrm {Antecessor} \rangle }
é a Amplitude de probabilidade a um ajuste no sistema de partículas que foram preparados com momento definido {\displaystyle \{p\}} a interagir e ser medidos mais tarde, como um novo conjunto de partículas com momento {\displaystyle \{p\}}.
A maneira mais fácil de construir estados Antecessor e Posterior é buscar operadores de campo apropriados que forneçam os operadores de criação e aniquilação. Esses campos são chamados respectivamente de campo Antecessor e Posterior.
Apenas para fixar idéias, suponha que lidar com um campo de Klein-Gordon, que interage de alguma forma que não nos diz respeito:
{\displaystyle {\mathcal {L}}={\frac {1}{2}}\partial _{\mu }\varphi \partial ^{\mu }\varphi -{\frac {1}{2}}m_{0}^{2}\varphi ^{2}+{\mathcal {L}}_{\mathrm {int} }}
{\displaystyle {\mathcal {L}}_{\mathrm {int} }} podem conter uma auto interação {\displaystyle g\varphi ^{3}} ou interação com outros campos, como uma interação Yukawa {\displaystyle g\ \varphi {\bar {\psi }}\psi }. Deste Lagrange, usando equações de Euler-Lagrange, a equação do movimento segue:
{\displaystyle \left(\partial ^{2}+m_{0}^{2}\right)\varphi (x)=j_{0}(x)}
Onde, se {\displaystyle {\mathcal {L}}_{\mathrm {int} }} não contém acoplamentos derivados:
{\displaystyle j_{0}={\frac {\partial {\mathcal {L}}_{\mathrm {int} }}{\partial \varphi }}}
Podemos esperar que o campo Antecessor, se assemelhe ao comportamento assintótico do campo livre como {\displaystyle x^{0}\to -\infty }, fazendo a suposição de que na interação posterior descrito pelo atual {\displaystyle j_{0}} é seja desprezível, como partículas estão longe uma da outra. Esta hipótese é chamada de hipótese adiabático. No entanto auto interação nunca desaparece e, além de muitos outros efeitos, faz resulte na diferença entre a massa de Lagrange {\displaystyle m_{0}} e a massa física {\displaystyle m} do bóson {\displaystyle \varphi }. Este fato deve ser levado em consideração por reescrever a equação de movimento da seguinte forma:
{\displaystyle \left(\partial ^{2}+m^{2}\right)\varphi (x)=j_{0}(x)+\left(m^{2}-m_{0}^{2}\right)\varphi (x)=j(x)}
Esta equação pode ser resolvida utilizando formalmente a função retardada de Green's para o operador Klein-Gordon  {\displaystyle \partial ^{2}+m^{2}}:
{\displaystyle \Delta _{\mathrm {ret} }(x)=i\theta \left(x^{0}\right)\int {\frac {\mathrm {d} ^{3}k}{(2\pi )^{3}2\omega _{k}}}\left(e^{-ik\cdot x}-e^{ik\cdot x}\right)_{k^{0}=\omega _{k}}\qquad \omega _{k}={\sqrt {\mathbf {k} ^{2}+m^{2}}}}
o que nos permite dividir a interação do comportamento assintótico. A solução é:
{\displaystyle \varphi (x)={\sqrt {Z}}\varphi _{\mathrm {Posterior} }(x)+\int \mathrm {d} ^{4}y\Delta _{\mathrm {ret} }(x-y)j(y)}
O fator {\displaystyle {\sqrt {Z}}} é um fator normalizado que virá mais tarde à mão, o campo {\displaystyle \varphi _{Posterior}}  é uma solução da equação homogénea associada com a equação do movimento:
{\displaystyle \left(\partial ^{2}+m^{2}\right)\varphi _{\mathrm {Posterior} }(x)=0,}
e, portanto, é um campo livre que descreve uma onda imperturbável de entrada, enquanto que o último termo da solução dá a perturbação da onda devido à interação.
O campo {\displaystyle \varphi _{Antecessor}} é de fato o campo Antecessor que buscamos, como ele descrevemos o comportamento assintótico do campo, interagindo como {\displaystyle x^{0}\to -\infty }, embora esta declaração se resumirá mais precisa depois. É um campo escalar livre para ondas planas expandirem-se:
{\displaystyle \varphi _{\mathrm {Antecessor} }(x)=\int \mathrm {d} ^{3}k\left\{f_{k}(x)a_{\mathrm {Antecessor} }(\mathbf {k} )+f_{k}^{*}(x)a_{\mathrm {Antecessor} }^{\dagger }(\mathbf {k} )\right\}}
onde:
{\displaystyle f_{k}(x)=\left.{\frac {e^{-ik\cdot x}}{(2\pi )^{\frac {3}{2}}(2\omega _{k})^{\frac {1}{2}}}}\right|_{k^{0}=\omega _{k}}}
A função inversa para os coeficientes em termos de campo podem ser facilmente obtidas e apresentadas de forma formal:
{\displaystyle a_{\mathrm {Antecessor} }(\mathbf {k} )=i\int \mathrm {d} ^{3}xf_{k}^{*}(x){\overleftrightarrow {\partial }}_{0}\varphi _{\mathrm {Antecessor} }(x)}
Onde:
{\displaystyle {\mathrm {g} }{\overleftrightarrow {\partial }}_{0}f=\mathrm {g} \partial _{0}f-f\partial _{0}\mathrm {g} .}
Os coeficientes de Fourier satisfazem a álgebra dos operadores de criação e aniquilação:
{\displaystyle [a_{\mathrm {Antecessor} }(\mathbf {p} ),a_{\mathrm {Antecessor} }(\mathbf {q} )]=0;\quad [a_{\mathrm {Antecessor} }(\mathbf {p} ),a_{\mathrm {Antecessor} }^{\dagger }(\mathbf {q} )]=\delta ^{3}(\mathbf {p} -\mathbf {q} );}
e podem ser usados para construir o estado Antecessor de maneira usual:
{\displaystyle \left|k_{1},\ldots ,k_{n}\ \mathrm {Antecessor} \right\rangle ={\sqrt {2\omega _{k_{1}}}}a_{\mathrm {Antecessor} }^{\dagger }(\mathbf {k} _{1})\ldots {\sqrt {2\omega _{k_{n}}}}a_{\mathrm {Antecessor} }^{\dagger }(\mathbf {k} _{n})|0\rangle }
A relação entre o campo interagindo e o campo Antecessor não é muito simples de usar, e na presença anterior da função Green's nos deixa descrever algo como:
{\displaystyle \varphi (x)\sim {\sqrt {Z}}\varphi _{\mathrm {Antecessor} }(x)\qquad \mathrm {como} \quad x^{0}\to -\infty }
implicitamente a suposição se faz de que todas as interações tornam-se insignificantes quando as partículas estão longe uma da outra. No entanto, o atual {\displaystyle j(x)} contém também interações auto como aquelas que produzem o deslocamento de massa de {\displaystyle m_{0}} a {\displaystyle m}. Essas interações não desaparecem como as partículas se afastam, muito cuidado, deve-se estabelecer relações assintóticas entre o campo e interação do campo Antecessor.
A prescrição correta, desenvolvida por Lehmann, Symanzik e Zimmermann, requer dois estados normalizados {\displaystyle |\alpha \rangle } e {\displaystyle |\beta \rangle }, e uma solução normalizada {\displaystyle f(x)} da equação de Klein–Gordon {\displaystyle (\partial ^{2}+m^{2})f(x)=0}. Com estas peças é possível afirmar uma relação assintótica correta e útil, mas muito fraca:
{\displaystyle \lim _{x^{0}\to -\infty }\int \mathrm {d} ^{3}x\langle \alpha |f(x){\overleftrightarrow {\partial }}_{0}\varphi (x)|\beta \rangle ={\sqrt {Z}}\int \mathrm {d} ^{3}x\langle \alpha |f(x){\overleftrightarrow {\partial }}_{0}\varphi _{\mathrm {Antecessor} }(x)|\beta \rangle }
O segundo elemento é de facto independente do tempo que pode ser mostrado pela derivação e lembrando-se que tanto {\displaystyle \varphi _{\mathrm {Antecessor} }} e {\displaystyle f} satisfazem a equação de Klein–Gordon.
Com as mudanças apropriadas os mesmos passos podem ser seguidos para construir um campo Posterior que constrói um estado Posterior. Em particular, a definição do campo Posterior é:
{\displaystyle \varphi (x)={\sqrt {Z}}\varphi _{\mathrm {Posterior} }(x)+\int \mathrm {d} ^{4}y\Delta _{\mathrm {adv} }(x-y)j(y)}
onde {\displaystyle \Delta _{\mathrm {adv} }(x-y)} é a função avançada de Green do operador de Klein-Gordon. A relação assintótica fraca entre campo Posterior e interação do campo é:
{\displaystyle \lim _{x^{0}\to \infty }\int \mathrm {d} ^{3}x\langle \alpha |f(x){\overleftrightarrow {\partial }}_{0}\varphi (x)|\beta \rangle ={\sqrt {Z}}\int \mathrm {d} ^{3}x\langle \alpha |f(x){\overleftrightarrow {\partial }}_{0}\varphi _{\mathrm {Posterior} }(x)|\beta \rangle }

## A formula reduzida para o escalar
As relações assintóticas são tudo que necessitamos para obter a Fórmula da redução de LSZ. Por conveniência futura com o inicio com os elementos da matriz:
{\displaystyle {\mathcal {M}}=\langle \beta \ \mathrm {Posterior} |\mathrm {T} \varphi (y_{1})\ldots \varphi (y_{n})|\alpha \ p\ \mathrm {Antecessor} \rangle }
que é ligeiramente mais geral do que um elemento da matriz S. de fato, {\displaystyle {\mathcal {M}}} é o valor esperado do produto ordenado-tempo de um número de campos {\displaystyle \varphi (y_{1})\cdots \varphi (y_{n})} entre um estado Posterior e  um estado Antecessor. O estado Posterior pode conter qualquer coisa a partir do vácuo para um número indefinido de partículas, cujos momentos são resumidos pelo índice {\displaystyle \beta }. O estado Antecessor contém pelo menos uma partícula de impulso {\displaystyle p}, e, possivelmente, muitos outros, cujos momentos são resumidos pelo índice {\displaystyle \alpha }. Se não existem campos no produto ordenado-tempo, então {\displaystyle {\mathcal {M}}} é, obviamente, um elemento da matriz S. A partícula com impulso {\displaystyle p} pode ser 'extraiu-se' a partir do estado Antecessor pelo utilização de um operador de criação:
{\displaystyle {\mathcal {M}}={\sqrt {2\omega _{p}}}\ \left\langle \beta \ \mathrm {Posterior} {\bigg |}\mathrm {T} \left[\varphi (y_{1})\ldots \varphi (y_{n})\right]a_{\mathrm {Antecessor} }^{\dagger }(\mathbf {p} ){\bigg |}\alpha \ \mathrm {Antecessor} \right\rangle }
Com o pressuposto de que nenhuma partícula com momento {\displaystyle p} está presente no estado Posterior, ou seja, estamos ignorando a frente espalhando, podemos escrever:
{\displaystyle {\mathcal {M}}={\sqrt {2\omega _{p}}}\ \left\langle \beta \ \mathrm {Posterior} {\bigg |}\mathrm {T} \left[\varphi (y_{1})\ldots \varphi (y_{n})\right]a_{\mathrm {Antecessor} }^{\dagger }(\mathbf {p} )-a_{\mathrm {Posterior} }^{\dagger }(\mathbf {p} )\mathrm {T} \left[\varphi (y_{1})\ldots \varphi (y_{n})\right]{\bigg |}\alpha \ \mathrm {Antecessor} \right\rangle }
por causa {\displaystyle a_{\mathrm {Posterior} }^{\dagger }} agindo sobre a esquerda dá zero. Expressando os operadores de construção em termos dos campos Antecessor e Posterior, temos:
{\displaystyle {\mathcal {M}}=-i{\sqrt {2\omega _{p}}}\ \int \mathrm {d} ^{3}xf_{p}(x){\overleftrightarrow {\partial _{0}}}\left\langle \beta \ \mathrm {Posterior} {\bigg |}\mathrm {T} \left[\varphi (y_{1})\ldots \varphi (y_{n})\right]\varphi _{\mathrm {Antecessor} }(x)-\varphi _{\mathrm {Posterior} }(x)\mathrm {T} \left[\varphi (y_{1})\ldots \varphi (y_{n})\right]{\bigg |}\alpha \ \mathrm {Antecessor} \right\rangle }
Agora podemos usar a condição assintótica a escrever:
{\displaystyle {\mathcal {M}}=-i{\sqrt {\frac {2\omega _{p}}{Z}}}\left\{\lim _{x^{0}\to -\infty }\int \mathrm {d} ^{3}xf_{p}(x){\overleftrightarrow {\partial _{0}}}\langle \beta \ \mathrm {Posterior} |\mathrm {T} \left[\varphi (y_{1})\ldots \varphi (y_{n})\right]\varphi (x)|\alpha \ \mathrm {Antecessor} \rangle -\lim _{x^{0}\to \infty }\int \mathrm {d} ^{3}xf_{p}(x){\overleftrightarrow {\partial _{0}}}\langle \beta \ \mathrm {Posterior} |\varphi (x)\mathrm {T} \left[\varphi (y_{1})\ldots \varphi (y_{n})\right]|\alpha \ \mathrm {Antecessor} \rangle \right\}}
Então, notamos que o campo {\displaystyle \varphi (x)} pode ser trazido para o produto solicitado em tempo, uma vez que aparece no lado direito quando {\displaystyle x^{0}\to \infty } e sobre a esquerda quando {\displaystyle x^{0}\to \infty }:
{\displaystyle {\mathcal {M}}=-i{\sqrt {\frac {2\omega _{p}}{Z}}}\left(\lim _{x^{0}\to -\infty }-\lim _{x^{0}\to \infty }\right)\int \mathrm {d} ^{3}xf_{p}(x){\overleftrightarrow {\partial _{0}}}\langle \beta \ \mathrm {Posterior} |\mathrm {T} \left[\varphi (x)\varphi (y_{1})\ldots \varphi (y_{n})\right]|\alpha \ \mathrm {Antecessor} \rangle }
No seguinte, {\displaystyle x} dependência no produto solicitado em tempo é o que importa, por isso, definir:
{\displaystyle \langle \beta \ \mathrm {Posterior} |\mathrm {T} \left[\varphi (x)\varphi (y_{1})\ldots \varphi (y_{n})\right]|\alpha \ \mathrm {Antecessor} \rangle =\eta (x)}
É fácil mostrar, através da realização explicitamente a integração vez que:
{\displaystyle {\mathcal {M}}=i{\sqrt {\frac {2\omega _{p}}{Z}}}\int \mathrm {d} (x^{0})\partial _{0}\int \mathrm {d} ^{3}xf_{p}(x){\overleftrightarrow {\partial _{0}}}\eta (x)}
de modo que, por derivação de tempo explícito, temos:
{\displaystyle {\mathcal {M}}=i{\sqrt {\frac {2\omega _{p}}{Z}}}\int \mathrm {d} ^{4}x\left\{f_{p}(x)\partial _{0}^{2}\eta (x)-\eta (x)\partial _{0}^{2}f_{p}(x)\right\}}
Por sua definição, vemos que {\displaystyle f_{p}(x)} é uma solução da equação de Klein-Gordon, o qual pode ser escrito como:
{\displaystyle \partial _{0}^{2}f_{p}(x)=\left(\Delta -m^{2}\right)f_{p}(x)}
Substituindo na expressão para {\displaystyle {\mathcal {M}}} e integrando por partes, chegamos a:
{\displaystyle {\mathcal {M}}=i{\sqrt {\frac {2\omega _{p}}{Z}}}\int \mathrm {d} ^{4}xf_{p}(x)\left(\partial _{0}^{2}-\Delta +m^{2}\right)\eta (x)}
Isto é:
{\displaystyle {\mathcal {M}}={\frac {i}{(2\pi )^{\frac {3}{2}}Z^{\frac {1}{2}}}}\int \mathrm {d} ^{4}xe^{-ip\cdot x}\left(\Box +m^{2}\right)\langle \beta \ \mathrm {Posterior} |\mathrm {T} \left[\varphi (x)\varphi (y_{1})\ldots \varphi (y_{n})\right]|\alpha \ \mathrm {Antecessor} \rangle }
A partir deste resultado, e seguindo o mesmo caminho a outra partícula extrair a partir do estado Antecessor, que conduz à inserção de um outro campo no produto ordenado-tempo. Uma rotina muito semelhante pode extrair as partículas do estado Posterior, e os dois podem ser repetido para conseguir aspirar tanto a direita como a esquerda do produto ordenado do tempo, levando à fórmula geral:
{\displaystyle \langle p_{1},\ldots ,p_{n}\ \mathrm {Posterior} |q_{1},\ldots ,q_{m}\ \mathrm {Antecessor} \rangle =\int \prod _{i=1}^{m}\left\{\mathrm {d} ^{4}x_{i}{\frac {ie^{-iq_{i}\cdot x_{i}}\left(\Box _{x_{i}}+m^{2}\right)}{(2\pi )^{\frac {3}{2}}Z^{\frac {1}{2}}}}\right\}\prod _{j=1}^{n}\left\{\mathrm {d} ^{4}y_{j}{\frac {ie^{ip_{j}\cdot y_{j}}\left(\Box _{y_{j}}+m^{2}\right)}{(2\pi )^{\frac {3}{2}}Z^{\frac {1}{2}}}}\right\}\langle 0|\mathrm {T} \varphi (x_{1})\ldots \varphi (x_{m})\varphi (y_{1})\ldots \varphi (y_{n})|0\rangle }
Qual é a fórmula de redução LSZ de Klein-Gordon para escalares. Ele ganha um aspecto muito mais bonito se for escrito usando a transformada de Fourier para função de correlação:
{\displaystyle \Gamma \left(p_{1},\ldots ,p_{n}\right)=\int \prod _{i=1}^{n}\left\{\mathrm {d} ^{4}x_{i}e^{ip_{i}\cdot x_{i}}\right\}\langle 0|\mathrm {T} \ \varphi (x_{1})\ldots \varphi (x_{n})|0\rangle }
Usando a transformada inversa para substituir na fórmula de redução LSZ, com algum esforço, o seguinte resultado pode ser obtido:
{\displaystyle \langle p_{1},\ldots ,p_{n}\ \mathrm {Posterior} |q_{1},\ldots ,q_{m}\ \mathrm {Antecessor} \rangle =\prod _{i=1}^{m}\left\{-{\frac {i\left(p_{i}^{2}-m^{2}\right)}{(2\pi )^{\frac {3}{2}}Z^{\frac {1}{2}}}}\right\}\prod _{j=1}^{n}\left\{-{\frac {i\left(q_{j}^{2}-m^{2}\right)}{(2\pi )^{\frac {3}{2}}Z^{\frac {1}{2}}}}\right\}\Gamma \left(p_{1},\ldots ,p_{n};-q_{1},\ldots ,-q_{m}\right)}
Deixando de lado fatores de normalização, esta fórmula afirma que os elementos da matriz S são os resíduos dos pólos que surgem da transformada de Fourier. É a fórmula de LSZ, onde {\displaystyle Z\,\!} é a constante de renormalização do campo.